# Vojkovići (Kolašin)
Pour les articles homonymes, voir Vojkovići.
Vojkovići (en serbe cyrillique : Војковићи) est un village du centre du Monténégro, dans la municipalité de Kolašin.

## Démographie

### Évolution historique de la population
| 1948 | 1953 | 1961 | 1971 | 1981 | 1991 | 2003 |
| ---- | ---- | ---- | ---- | ---- | ---- | ---- |
| 133  | 138  | 120  | 107  | 106  | 104  | 83   |